# Уголино ди Тедиче
Уголино ди Тедиче (итал. Ugolino di Tedice; документирован с 1252 по 1279 год, Пиза) — итальянский итальянский живописец луккано-пизанской школы.

## Имя

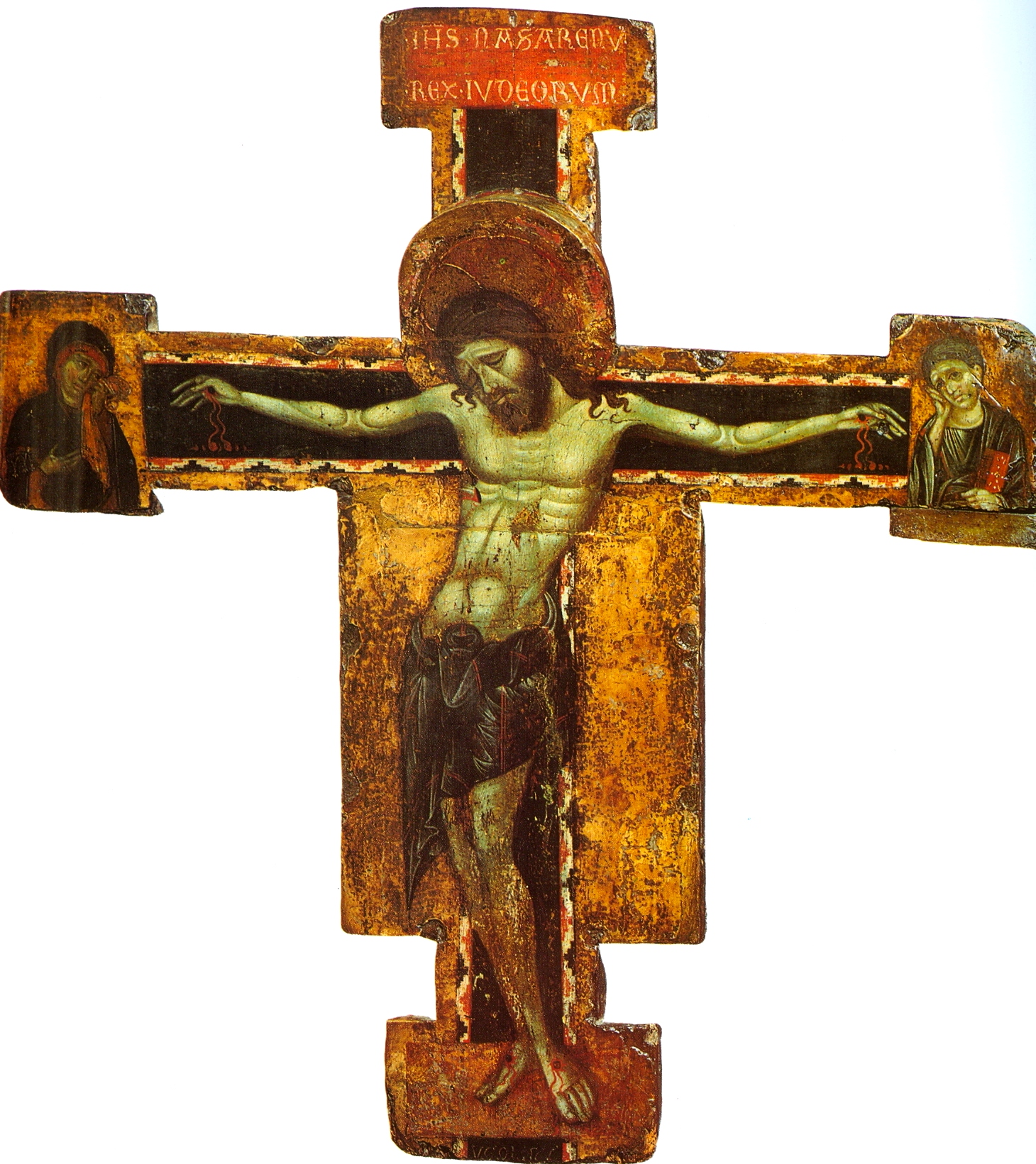
Крест с изображением распятия. Ок. 1250. Государственный Эрмитаж, Санкт-Петербург

Имя Уголино ди Тедиче было прочитано на расписном кресте, хранящемся ныне в Государственном Эрмитаже, Санкт-Петербург. Подпись на кресте «VGOL NVS» означает «Уголино». Специалистам к тому времени была известна одна работа художника Раньери ди Уголино, и сопоставив её с крестом из Эрмитажа, и архивными данными, исследователи пришли к выводу, что создатель креста — отец художника Раньери ди Уголино, и брат другого художника Энрико ди Тедиче — Уголино ди Тедиче, чье имя в пизанских архивах впервые упоминается в 1252 году. Согласно последним исследованиям (2005 г.), проведенным итальянскими учеными, Уголино ди Тедиче и Мастер Сан-Мартино — это один и тот же художник, поэтому весь корпус работ Мастера Сан Мартино сотрудники пизанского музея Сан Маттео ныне приписывают Уголино ди Тедиче.

## Творчество
Поскольку его брат, Энрико, тоже был художником, у исследователей творчества Уголино появилось вполне логичное предположение, что оба они прошли обучение в мастерской отца, который, вероятно, тоже был художником (в архивных документах есть свидетельства о некоем Тедиче Бурелли или Морелли), потому что такая практика была в то время наиболее распространенной. Формирование искусства Уголино проходило под влиянием Джунта Пизано — самого известного в то время мастера, у которого он перенял внимание к анатомическим подробностям, передачу светотени, и драматическую экспрессию.
Первое упоминание его имени относится к 1252 году и связано с вступлением в права наследства. Другой документ от 1260 года сообщает, что архиепископ Федерико Висконти дарует Уголино и его брату Энрико участок земли в счет оплаты за выполненные ранее художественные работы. Специалисты предполагают, что к этому моменту у него была успешная мастерская. Кроме того, ученые полагают, что Уголино, судя по всему, с 1269 по 1277 год не просто выполнял заказы, но был принят на службу у архиепископа Федерико Висконти, о чем могут свидетельствовать многочисленные записи в архивных документах этого периода.
До наших дней дошло всего четыре работы художника, и все они представляют собой расписные кресты. Это, во-первых, единственный подписанный им «Крест с изображением распятия» из Эрмитажа, Санкт-Петербург, далее два «Креста» из Пизы, церковь Сан-Мартино, и «Крест» из Музея искусства, Кливленд. Причём, все неподписанные работы Уголино вызывают у исследователей разногласия в отношении их авторства, и атрибуции этих крестов меняются.